# Zwart-en-rood aardewerk
Zwart-en-rood aardewerk (black-and-red ware, BRW) is aardewerk dat zowel rood- als zwartbakkend is. Hoewel onder meer in Egypte bij de Badaricultuur ook zwart-en-rood aardewerk (black-topped pottery) is gevonden, betreft het over het algemeen aardewerk uit India. Aanvankelijk werd gedacht dat zwart-en-rood aardewerk gerelateerd waren aan de megalieten van India, maar gezien de wijde verspreiding in zowel ruimte als tijd betreft het niet een enkele archeologische cultuur.

## Productie
Dit zwart-en-rood aardewerk moet niet verward worden met het typische zwart-op-rood aardewerk van de voorgaande integratieperiode of hoog-Harappa waarbij roodbakkend aardewerk beschilderd werd met zwarte motieven. Bij zwart-en-rood aardewerk heeft het aardewerk zelf beide kleuren. Het roodbakkende deel ontstaat door meer zuurstof toe te voeren – oxiderend bakken – zodat het ijzer in de klei rood kleurt. Door de luchttoevoer te beperken – reducerend bakken – krijgt het aardewerk een grijze of in dit geval een zwarte kleur. De twee kleuren in het aardewerk konden ook op andere manieren bereikt worden. Zo werden de binnenzijdes van potten wel gevuld met organisch materiaal, waardoor deze kant reducerend werd gebakken en zwart werd, terwijl de buitenzijde genoeg zuurstof kreeg om rood te bakken. Door omgekeerd te bakken wordt ook bereikt dat de buitenzijde zuurstofrijk en de binnenzijde zuurstofarm is. Ook tweemaal bakken kan een methode zijn geweest.
Over het oud-Egyptische aardewerk zijn ook de nodige hypotheses, waaronder het in olie te drenken van het aardewerk en dit op een lage temperatuur bakken, waardoor de olie carboniseert.

## Culturen
Zwart-en-rood aardewerk werd al lange tijd aangetroffen tussen andere soorten aardewerk, maar werd pas tijdens opgravingen in de jaren 1960 in Atranjikhera herkend als aparte fase door Mortimer Wheeler die het aanduidde als Satavahana-aardewerk. Wheeler dacht aanvankelijk dat het tot de vroege historische periode behoorde, maar uiteindelijk werd zwart-en-rood aardewerk aangetroffen in grote delen van het Indisch subcontinent en over grote tijdspannes:
- neolithische fase:
  - Chirand in het oosten en Piklihal in de Dekan
- pre-Harappa-fase:
  - Lothal
- hoog-Harappa-fase:
  - Gujarat: Lothal, Surkotada, Rojdi, Rangpur en Desalpur
- kopertijd
  - Gangesvallei: Chi-rand en Pandu Rajar Dhibi
  - Kayathacultuur: Kayatha
  - Ahar-Banascultuur: Ahar en Gilund
  - Malwacultuur: Navdatoli en Inamgaon
  - Jorwecultuur: Chandoli
- ijzertijd:
  - PGW: Atranjikhera en Hastinapura
- megalithische fase: Brahmagiri en Nagarjunakonda
- vroege historische fase: heel India

Gezien het grote gebied en de tijdsspanne is het niet verwonderlijk dat dit aardewerk een grote variatie aan vorm, textuur en technieken kent. Dit aardewerk behoort dus niet tot een enkele cultuur en enkel het gegeven dat aardewerk zwart en rood is, betekent dus niet dat dit zonder meer tot de BRW-cultuur gerekend kan worden. Een andere aanwijzing daarvoor is dat de vorm van het zwart-en-rode aardewerk gelijk is aan dat van van ander aardewerk dat op dezelfde site is aangetroffen, maar dus verschilt van de vorm van andere sites. Zo lijkt het met mica glanzend gemaakte rode aardewerk uit Rangpur op het zwart-en-rode aardewerk, ook wat betreft het schilderwerk. Dit aardewerk wijkt af van dat in Ahar, dat weer grote overeenkomsten kent tussen de vormen van het zwart-en-rode aardewerk, het gebruineerd zwarte aardewerk en painted grey ware. Voor veel andere plaatsen geldt hetzelfde patroon.

## Geassocieerde materialen
De architectuur die is aangetroffen in BRW-lagen varieert ook aanzienlijk. In Lothal zijn de huizen gebouwd met bakstenen volgens de strakke Harappaanse standaardisatie, terwijl in Ahar puin is gebruikt en in Navdatoli vitselstek. De stedelijke bouw van Lothal contrasteert ook met het pastorale patroon in Chirand en zo verschillen ook de klingen uit beide plaatsen aanmerkelijk van elkaar. De kwaliteit van werktuigen en wapens uit Lothal is onvergelijkbaar met die uit sites uit de kopertijd.
Deze verschillen zijn er ook op andere vlakken. Zo kent Lothal geen microlieten, terwijl deze in Navdatoli juist zeer veel voorkomen. De microlieten van Malwa verschillen weer aanmerkelijk van die uit de Dekan.